# Libanesische Universität
Die Libanesische Universität (UL; französisch Université libanaise; arabisch الجامعة اللبنانية, DMG al-Ǧāmiʿa al-lubnāniyya) ist eine Hochschule in Beirut. Die 1951 gegründete Universität ist die einzige staatliche Einrichtung ihrer Art im Libanon. Sie gliedert sich in 16 Fakultäten.

## Geschichte
Die Idee, eine libanesische staatliche Universität zu gründen kam von Hamid Frangieh, einem ehemaligen libanesischen Außenminister. Er sagte 1948: „Der Libanon hofft auf die Gründung einer libanesischen Universität, die den Geist der UNESCO atmet“.
Die tatsächliche Gründung der libanesischen Universität wurde durch einen Generalstreik eingeleitet, der am 23. Januar 1951 begann. Vor allem im Streik aktive Studenten der Université Saint-Joseph forderten die Einrichtung einer staatlichen Universität. So wurde 1951 zunächst die École normale supérieure zur Lehrerausbildung und dann das Institute of Statistics eingerichtet. Dr. Khalil Al-Jurr übernahm die Leitung.
1953 wurde das Zentrum für Finanz- und Verwaltungswissenschaften eingerichtet, das später in Institut of Management and Finance umbenannt wurde. Die Higher Normal School wurde in Higher Teachers Institution umbenannt.
1959 wurde die Organisation der Universität per Dekret neu bestimmt. Der erste Artikel lautete wie folgt: „Die libanesische Universität ist eine Institution, die die Funktionen der öffentlichen Hochschulbildung in ihren verschiedenen Zweigen und Abschlüssen wahrnimmt ...“. Die Autonomie der Universität in Bezug auf akademische, administrative und finanzielle Belange wurden mit Gesetzen 1967 und 1970 festgeschrieben.
Bis 1975 befanden sich alle Fakultäten der Universität in Beirut oder der unmittelbaren Umgebung. 1976, bedingt durch den Libanesischen Bürgerkrieg, wurden neue Standorte gegründet. Diese wurden neben Beirut auch im Libanongebirge, im Gouvernement Nord-Libanon, im Südlichen Libanon und in der Bekaa-Ebene angesiedelt. Dies wurde nötig, da während des Bürgerkrieges ein Reisen innerhalb des Libanon fast nicht bzw. nur schwer möglich war.
Das Büro des Präsidenten und die wichtigsten Verwaltungsbüros befinden sich in Beirut, gegenüber dem Nationalmuseum.

### Fakultäten
Heute hat die Universität folgende Fakultäten:
- Die Fakultät der Literatur- und Humanwissenschaften.
- Die Fakultät der Rechtswissenschaft, Politikwissenschaft und Öffentliche Verwaltung.
- Die Fakultät der Naturwissenschaften.
- Die Fakultät der Sozialwissenschaften.
- Die Fakultät für Kunst und Architektur.
- Die Fakultät der Pädagogik (ging aus der Higher Teachers Institution hervor)
- Die Fakultät für Journalismus und Dokumentation.
- Die Fakultät der Betriebswirtschaftslehre und Wirtschaftswissenschaften.
- Die Fakultät der Ingenieurwissenschaften.
- Die Fakultät der Landwirtschaft.
- Die Fakultät der öffentlichen Gesundheit.
- Die Fakultät der Medizin.
- Die Fakultät der Zahnmedizin.
- Die Fakultät der Pharmazie.
- Die Fakultät für Tourismus und Hotelmanagement.
- Die Fakultät für Technologie (in Kooperation mit dem französischen Ministerium für Hochschulbildung, Forschung und Innovation)

### Präsidenten der Universität
- Khalil Al-Jurr (1951–1953)
- Fouad Ephrem al-Boustani (1953–1970)
- Edmond Naïm (1970–1976)
- Boutros Dib (1977–1980)
- Georges Tohmé (1980–1988)
- Michel Assi (1988–1990 durch Delegation)
- Hashem Haidar (1990–1992 durch Ernennung)
- Asaad Diab (1993–2000)
- Ibrahim Kobeissi (2001–2006)
- Zuhair Shokr (2006–2011)
- Adnan Hussein (2011–2016)
- Fouad Ayoub (2016–heute)

### Bekannte Professoren und Studenten
- Michel Suleiman (* 1948), Militär und Politiker; 11. Präsident des Libanon
- Ridwan as-Sayyid (* 1949), Journalist, Schriftsteller und Professor der Islamwissenschaften
- Antoine Ghanem (1943–2007), Politiker, Mitglied der Nationalversammlung
- Serge Venturini (* 1955), französischer Dichter
- Omar Karami (1934–2015), früherer Ministerpräsident des Libanon

## Ehrendoktorwürde
Die Universität verlieh einer Reihe von internationalen Staats- und Regierungschefs die Ehrendoktorwürde.
- 1957 Der Shah von Iran Mohammad Reza Pahlavi
- 1960 Der König von Marokko Mohammed V
- 1965 Der tunesische Präsident Habib Bourguiba
- 1966 Der senegalesische Präsident Léopold Senghor
- 1967 Der Kaiser von Äthiopien Haile Selassie
- 1972 Der rumänische Präsident Nicolae Ceaușescu
- 1999 Der armenische Präsident Robert Kotscharjan
- 2003 Der iranische Präsident Mohammad Chatami
- 2009 Der saudische Innenminister Nayef ibn Abd al-Aziz Al Saud
- 2010 Der iranische Präsident Mahmud Ahmadineschad
- 2013 Nahyan bin Mubarak Al Nahyan, Mitglied der Regierung der Vereinigten Arabischen Emirate
- 2018 Der deutsche Bundespräsident Frank-Walter Steinmeier[4]

Seit 2009 bekamen auch libanesische Persönlichkeiten die Ehrendoktorwürde verliehen. Dies waren bisher: Minister Fouad Boutros, Minister Ghassan Tueni, Minister Laila Solh Hamada, der ehemalige Leiter des Pressesyndikats Mohamed Baalbaki, der Chefredakteur der Tageszeitung As-Safir (deutsch: Der Botschafter) Talal Salman, der Leiter der Banque du Liban Riad Salamé, der Erzbischof Grégoire Haddad, der Schriftsteller Salah Stétié, der Architekt Rahif Fayad, der Professor Philip Salem und die Künstlerin Majida El Roumi.